# OKWAVE
OKWAVE（オウケイウェイヴ）は、株式会社オウケイウェイヴが運営しているナレッジコミュニティである。2005年10月17日に「OKWeb」（オーケイウェブ）から改名された。
「OK」とQ&Aの流れを表す「Oshiete? Kotaeru!」の略。
本記事は、「株式会社オウケイウェイヴ」とサービスのOKWAVEについて記す。

## 沿革
- 1999年07月 - 東京都町田市に有限会社オーケーウェブを設立。
- 2000年
  - 01月 - 「OKWebコミュニティ」の正式運用開始。
  - 02月 - 株式会社オーケイウェブに組織変更、東京都渋谷区に移転。
  - 11月 - 「OKWebコミュニティ」の他サイトとの連携開始。
- 2001年04月 - ナレッジソリューション「ASK-OK」の販売開始。
- 2002年05月 - 東京都新宿区に移転。
- 2003年12月 - 東京都渋谷区道玄坂に移転。
- 2005年
  - 07月 - 音楽事業運営の連結子会社「株式会社OK LABEL」を東京都渋谷区に設立。
  - 10月 - 「OKWebコミュニティ」を「OKWave」へリニューアル。
- 2006年
  - 1月 - 株式会社オウケイウェイヴに商号変更。
  - 6月 - 名古屋証券取引所のセントレックスに株式を上場。
  - 8月 - モバイル開発の「オウケイノーツ株式会社」を連結子会社化。
- 2007年
  - 02月 - 東京都渋谷区恵比寿に移転。
  - 07月 - 在日外国人向けのQ&Aサイト「OKWorld」の提供を開始[5]。
  - 10月 - 楽天と業務・資本提携。第三者割当増資と主要株主等からの株式譲渡により楽天の持分法適用会社となる。
- 2008年
  - 2月 - 「株式会社OK LABEL」を連結子会社から分離。
  - 3月 - Microsoft Corporationと業務･資本提携。
  - 4月 - OKWaveコミュニティの英語版がベータ・オープン。
  - 6月 - OKWaveコミュニティの中国語（簡体字）版がベータ・オープン。
- 2009年
  - 07月 - OKWaveコミュニティの中国語（簡体字）正式版「OKWave China（OKWave中日交流問答網）」オープン。
  - 12月
    - FAQソリューション「OKBiz Support」の販売開始。
    - Twitterと連携したQ&Aサイト「おけったー」公開。
- 2010年
  - 05月 - ソーシャルハウツー・コミュニティ「OKGuide」公開。
  - 10月 - 国際的ソーシャルQ&Aサイト「ARIGATO」公開。
- 2011年9月 - ソーシャル・ミュージック・サイト「OKMusic」公開。
- 2012年
  - 08月 - マイクロソフトと共同でSNS「myFave」を一般ユーザーに公開した[6]。
  - 10月 - 多言語コールセンター運営会社「ブリックス」を総額2億2千万円で子会社化。
- 2013年
  - 6月 - okwave子会社「ブリックス」が不適切会計をし特別損失約2.5億円計上 。経営を支配している取引先1社に対して多額の未回収残高があったが、未払費用等を過少計上していた。
- 2015年
  - 1月 - gooの「教えて!goo」との提携が解消されデータベースを分離、完全に別サイトとなった。
  - 9月 - CI変更により、サイト名表記がOKWAVEとなり、関連サービスの表記もそれに合わせて変更された。
- 2018年
  - 6月11日 椎名康雄から4億500万円でプレミア証券の全株式を取得[7][8]。
  - 6月15日 楽天と資本関係を解消[9]。
  - 7月25日 前年から経営に参画し、仮想通貨やブロックチェーンに関する事業へ主導的な役割を期待された松田元が代表取締役社長、前任の兼元謙任は代表取締役会長、それぞれに就く2代表制の体制となった[10]。
- 2020年
  - 4月27日 松田元が代表取締役社長を辞任。福田道夫が代表取締役社長に就任[11]。
  - 5月25日 第一商品に3億7000万円でOKプレミア証券の全株式を売却[12]。
- 2021年
  - 06月29日 - ソリューション事業の一部を株式会社PRAZNAに事業分割し[13]、それを株式会社PKSHA Technologyに64億5690万円で売却した[14]。株式会社PRAZNAは2022年4月1日に株式会社PKSHA Communicationに社名変更した[15]。
  - 12月15日 - 株式会社アップライツの第三者割当増資引受による株式取得（子会社化）[16]
- 2022年
  - 04月04日 - 名古屋証券取引所の市場区分見直しにより、名証ネクストへ移行。
  - 04月19日 - Raging Bull合同会社[17]に委任していた資金運用で49億3300万円の損失が発生[18]。ポンジ・スキームによる投資詐欺にあったとされる[19]。4月28日に南青山監査法人が監査契約を解約[20]。
  - 08月25日 - 臨時株主総会で福田道夫が代表取締役社長を解任され、杉浦元が代表取締役社長に就任[21]。
  - 10月15日 - 内部管理体制などが改善されていないとして、名古屋証券取引所から特設注意市場銘柄の指定を受ける[22]。
- 2023年
  - 03月15日 - Raging Bull合同会社に対して第三者破産を申し立てる事を発表[23][24]。
  - 03月22日 - 事業再編に伴い、退職勧奨もしくは整理解雇（5月31日付 7名）の実施を取締役会で決議[25]。
  - 12月08日 - 名古屋証券取引所から特別注意銘柄（2024年4月25日までは特設注意市場銘柄）として指定継続の決定を受ける[26]。
- 2024年
  - 5月31日 - 名古屋証券取引所が特別注意銘柄の指定を解除[27]。
- 2025年
  - 4月04日 - 会社資金で不正に自社株を取得したとして、元社長の福田道夫と元取締役が会社法違反（自社株の不正取得）の罪で東京地検特捜部から在宅起訴される[28][29]。

## 個人向けサービス
コンテンツは多くの企業と提携することで、nifty教えて広場、Goo知恵袋 車の相談室、ドスパラ パソコン何でも質問箱、サンワサプライ@OKWave、等々の60以上の多数のQ&Aサイト窓口があり、システム中枢がOKWAVEにより運営されている。OKWAVEには大きく分けて6つのコンテンツがある。利用（投稿）するには、基本的に無料の会員登録が必要。閲覧のみの場合は、登録は必要ない。

### みんなのQ&A
利用者同士で質問と回答を投稿することができる。質問者が感じている疑問・悩みなどに対して、回答者が答えるという形である。質問項目 (Q&A) はカテゴリ別に分類されている。
質問を投稿する場合は専用のフォームから投稿し、質問の内容に合ったカテゴリを選択して、質問の内容を記述する。カテゴリは社会的、趣味、アンケート、コミュニティーへ質問、など多く存在する。
投稿が完了して回答が来たら、回答者に「お礼」や「補足質問」をすることができる。疑問が解決した場合は回答を締め切り、「役に立った」と思うコメントをくれた回答者に対して、「ありがとうポイント」というポイントを発行することができ、ポイントが貯めると、「ありがとうマスター」として、全カテゴリ総合とカテゴリ別で、それぞれポイント数の上位10名がランキングされる。これら質問・回答の総数や登録者数・満足率は、「OKWAVEデータ」としてトップページに掲載されている。2014年5月21日から、質問から4週間経過して回答が投稿されているものは、自動的に回答の受付を締め切る。
2007年に「レフリー」制度が導入された。ある分野で基準を満たす活動をすると、当該分野の質問回答補足お礼について、適切かどうかを判断が可能となる。
OKWAVEのQ&Aプラットフォームを利用して行われる他社のサービス（QA Partner。詳細は後述）が多数（約60社ほど）存在する。質問や回答などのデータは各社のサービス間で共有されるが、ID管理などは異なるため、OKWAVEのIDは一部の提携先サイトを利用出来ない。
教えて!gooと提携は、2015年1月27日に解消した。
2014年から「OKWAVE Professional」として、弁護士や歯科医師、産業カウンセラーらの専門家が回答者として参加する。質問者に対して、一般回答者とは区別して回答が表示される。上記の専門家に加え、企業も回答者として参加し、国内線ドットコム株式会社、株式会社キタムラ、ローランド株式会社などが回答者として自社の質問に回答をする。
2015年に、運営側がテーマを決めてQ&Aをまとめたサイト「+OKWAVE」が開設された。通常の「OKWAVE」同様に質問と回答の投稿が可能だが、加えて「ためレポ」という経験を投稿可能である。

### OKWAVE Premium
OKWAVE Premiumは、これまで携帯電話/スマートフォン向けに提供されていた月額課金型で著名人に質問ができる個別サービスをひとつのプラットフォームにまとめた有料サイトの名称である。近藤麻理恵の「コンマリ片づけレッスン」、作家・文学者と交流できる「飯田橋文学会」、株式会社ワークライフバランス代表の小室淑恵の「小室淑恵のWLB塾」などがある。

### OKWAVE Guide
OKWAVE GuideはOKWAVEコミュニティーのQ&Aをベースに、データを解析し、ユーザが重要と考えたナレッジをハウツーとしてまとめていくサイトで、すでに国内最大級のハウツー数がある。PCの使い方や料理の作り方、写真の撮り方などジャンルを問わずにハウツーを作成し伝授、共有できる。

### OKWAVE.com
OKWAVE.comは20か国語に対応したグローバルQ&Aプラットフォームである。Facebook、Twitter、Google+のIDで利用できる。投稿内容をユーザー同士で翻訳することも可能で（ソーシャル翻訳）、多言語のコミュニティとなっている。過去のサービス名（ARIGATO、OKWave ありがとう）からOKWAVE.comについてのアナウンスはないが、2015年に「クラウドファンディングサポートサービス」のひとつとして、コミュニティの無償提供サービスが始まった。

### OKMusic
OKMusicは楽曲の投稿が可能な音楽コミュニティである。バンド系からVOCALOID、さらにカヴァー曲の投稿も認められている。楽曲再生の時間軸に合わせてコメントや合いの手を入れられるコメントファウンテンという機能が特長とされる。最近ではメジャーレーベルのアーティストの楽曲も公開されている。運営する関連会社のオーケーライフ社は2014年に株式会社フェイスに売却され、2024年3月31日に運営を終了して閉鎖された。

### OKWAVE Stars
旧名称は10 QUESTIONS。Q&A形式のインタビューコーナー。最後に出演者からOKWAVEに質問があり、自由に回答可能である。
- ホームページ

### OKfinc
ブロックチェーン技術を軸に、仮想通貨に関わる事業、および仮想通貨の取引、ICOや事業に関するコンサルテーションの実施を事業目的とする子会社として、2017年10月、マレーシアに設立。
- プレスリリース

### アンサリスト
コミュニティー内で優良な回答をしている人や、専門家などの信頼できる人を指名して質問できる有料サービスである。質問内容は非公開で、人間関係や健康・金融等に関することも安心して質問できる。プレミアム会員専用サービスで、2007年10月31日に終了した。
2004年からEZwebとYahoo!ケータイ公式サービスとして月額315円で「教えて?OKWave」を提供した。

### ビジネス
企業に関する公式なFAQを掲載していた。現在はサービス終了している。

### GRATICA
感謝の気持ちをカードを通して伝え合うクラウドサンクスカードサービス。

## 法人向けサービス
QA Partner
前述のように、ASP方式でOKWAVEと共通のデータベースを使っているサイト。かつては、60以上のサイトと提携しており（gooの 教えて!goo とは2015年1月に提携解消）、質問と回答内容のデータが各サイト間で共用されていた。また、一部のPC関連企業が、ユーザ同士での相互サポート用として、OKWAVEの利用をアナウンスしていた。現在はサービス終了している。
OKWAVE Plus
QA Partnerと似た仕組みだが、サポート用途に特化しており、統一されたUIになっている。OKWAVE Plus上のコミュニティでは独自のカテゴリ設計ができており、OKWAVE側に表示されると導入企業名が明かされている。

## PKSHA Technologyに売却したソリューション
事業分割により、現在は株式会社PKSHA Technologyの子会社の株式会社PKSHA Communication（旧称：株式会社PRAZNA）が提供している。
OKBIZ. for FAQ /OKBIZ. for Helpdesk Support
ASP/SaaS方式、またはパッケージ方式で提供しているFAQ作成・管理システム。メガバンク3行などの350社以上の国内大手企業・自治体が活用している、問合わせ情報の蓄積・共有・FAQ（よくある質問）の作成・公開・評価・ナレッジワークまでをワンストップオペレーション出来るシステム。蓄積された質問と回答をもとにFAQをすばやく作成し、各主体にひもづいた情報の共有・管理を行うことが可能。2005-2006グッドデザイン賞（商品デザイン/ソフトウェア部門）を受賞した直感的で分かり易い操作感が特長である。購入前に実際に操作感を確認できる トライアル版OKBIZ も提供している。

## 関連書籍
- 今週、妻が浮気します（著：GoAhead&Co.） ISBN 4-12-003609-X
- 教えてください!!（OKWeb選） ISBN 4-7794-0013-9
- 教えて!左巻先生シリーズいまさらきけない物理の疑問—身近に感じる不思議編—（監修者：左巻健男） ISBN 978-4-7741-3857-2
- 教えて!左巻先生シリーズいまさらきけない化学の疑問—身近に感じる不思議編—（監修者：左巻健男） ISBN 978-4-7741-3858-9
- 教えて!左巻先生シリーズ読んでなっとく 物理の疑問—科学の不思議が楽しくわかる—（監修者：左巻健男） ISBN 978-4-7741-4097-1
- 教えて!左巻先生シリーズ読んでなっとく 化学の疑問—科学の不思議が楽しくわかる—（監修者：左巻健男） ISBN 978-4-7741-4096-4
- サブスクリプションモデルの夜明け（著者名：佐藤哲也）ISBN：9784881442531